# لوکاس بلوندل
لوکاس بلوندل (انگلیسی: Lucas Blondel؛ زادهٔ ۱۴ سپتامبر ۱۹۹۶) بازیکن فوتبال اهل آرژانتین است.